# Миньоните
„Миньоните“ (на английски: Minions) е щатска компютърна анимация от 2015 г., продуциран от „Илюминейшън Ентъртейнмънт“ (в дебютния му филм) и „Юнивърсъл Пикчърс“. Това е спиноф прелюдия и като цяло третата част в поредицата „Аз, проклетникът“. Режисиран е от Пиер Кофен и Кайл Балда, по сценарий на Брайън Линч, и продуциран от Крис Меледандри и Джанет Хийли, озвучаващия състав се състои от Кофен като гласа на всички миньони (включително Кевин, Стюарт и Боб), Сандра Бълок, Джон Хам, Майкъл Кийтън, Алисън Джени, Стийв Куган, Дженифър Сондърс, и е разказан от Джефри Ръш.
„Миньоните“ дебютира в Лондон на 11 юни 2015 г., е пуснат в Съединените щати на 10 юли. Продължението „Миньоните 2“ е насрочен да е пуснат през юли 2022 г.

## Сюжет
Миньоните са малки жълти създания, които обитават Земята много преди хората. Еволюирали са от едноклетъчни до същества с една цел в живота: да служат на най-проклетите господари в историята. След като по инцидент са унищожили всичките си господари, сред които тиранозавър, Чингис Хан, Наполеон и Дракула, решават да се изолират и да заживеят нов живот в Антарктика. През 1968 г., липсата на господар ги вкарва в депресия, затова Кевин решава да се заеме с мисията да им намери нов. Заедно със Стюарт и Боб, заминават за конгрес на злодеи, където се състезават за новите помощници на Скарлет Оувъркил, стилна и амбициозна злодейка, решена да превземе света и да стане първата жена супер-злодей. Пътувайки към Ню Йорк, те се озовават в Лондон, където трябва да се изправят срещу опасност, заплашваща съществуването на миньоните.

## Актьорски състав
| Актьор           | Роля                                            |
| ---------------- | ----------------------------------------------- |
| Сандра Бълок     | Скарлет О'Мъртвил, амбициозна злодейка          |
| Джон Хам         | Хърб О'Мъртвил, изобретател и съпруг на Скарлет |
| Майкъл Кийтън    | Уолтър Нелсън                                   |
| Алисън Джени     | Мадж Нелсън                                     |
| Стийв Куган      | Пазач на кулата Професор Флъкс, учен            |
| Дженифър Сондърс | Кралица Елизабет II                             |
| Пиер Кофен       | Миньоните (Кевин, Стюарт и Боб)                 |
| Джефри Ръш       | Разказвачът                                     |
| Стийв Карел      | Младият Гру                                     |

## В България
В България филмът е пуснат по кината на 10 юли 2015 г. от „Форум Филм България“.
На 3 декември е издаден на DVD от „А Плюс Филмс“.
На 2 юли 2018 г. се излъчва по каналите на „БТВ Медиа Груп“.

### Дублажи

#### Синхронен дублаж
| Роля                   | Изпълнител |
| ---------------------- | --- |
| Скарлет О'Мъртвил      | Светлана Смолева |
| Хърб О'Мъртвил         | Станимир Гъмов |
| Разказвач              | Мариан Маринов |
| Кралицата              | Елена Бойчева |
| Уолтър Нелсън          | Филип Аврамов |
| Тина                   | Татяна Етимова |
| Мадж                   | Цветослава Симеонова |
| Водещ на 3тв           | Светломир Радев |
| Пазител Професор Флъкс | Здравко Димитров |
| Уолтър Нелсън-младши   | Росен Русев |
| Младият Гру            | Стоян Алексиев |
| Други гласове          | Георги Иванов Георги Стоянов Димитър Тодоров Константин Икономов Лъчезар Стефанов Марина Кунгелова Петър Бонев Петър Калчев Ралица Стоянова Тодор Георгиев |

| Обработка           | Александра Аудио |
| ------------------- | ---------------- |
| Режисьор на дублажа | Георги Стоянов   |
| Превод              | Анелия Добрева   |
| Тонрежисьор         | Пламен Чернев    |
| Микс студио         | Делукс Медия     |

#### Войсоувър дублаж
| Озвучаващи артисти  | Татяна Захова Мими Йорданова Петър Върбанов Станислав Димитров Мартин Герасков |
| Преводач            | Виолета Георгиева                                                              |
| Тонрежисьор         | Емил Енев                                                                      |
| Режисьор на дублажа | Милена Манчева                                                                 |